# Ferdinand Franz Wallraf

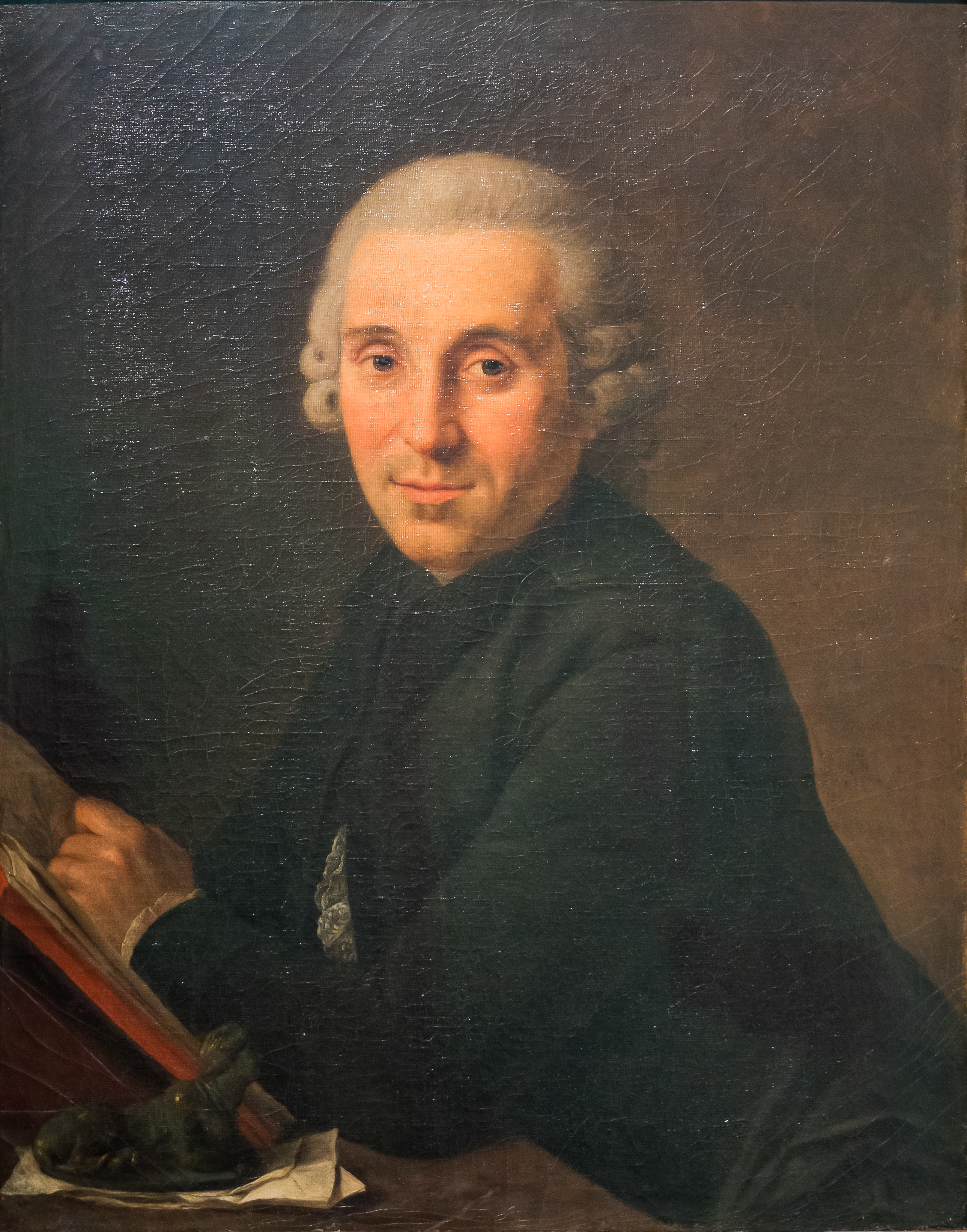
Ferdinand Franz Wallraf; Gemälde von Johann Anton de Peters, 1792

Ferdinand Franz Wallraf (* 20. Juli 1748 in Köln; † 18. März 1824 ebenda) war ein deutscher Kunstsammler, Priester, aufklärerischer Gelehrter (Botanik, Naturgeschichte und Ästhetik) und Rektor der alten Kölner Universität.

## Biografie
Ferdinand Franz Wallraf war der Sohn eines Kölner Schneidermeisters. Er besuchte ab 1760 das Gymnasium Montanum und ab 1765 die Artistenfakultät, an der er 1767 mit dem Grad des Magister artium abschloss. Da er kein Geld für die höheren Studien (Theologie, Jura, Medizin) besaß, musste sich Wallraf, der 1763 die niederen Weihen empfangen hatte, als Lehrer verdingen.
Am 9. Dezember 1772 durch den Kölner Weihbischof Karl Aloys von Königsegg-Aulendorf zum Priester geweiht, ermöglichte ihm sein Freund Professor Johann Georg Menn ab 1776 das Studium der Medizin, worin er am 1. Juni 1778 das Baccalaureat und am 3. August 1780 den Magister erwarb. Dem eifrigen und erfolgreichen Pädagogen verlieh die alte Universität Köln am 18. August 1784 eine Professur und das Kanonikat an St. Maria im Kapitol. Kanonikat und Lehrstuhl waren miteinander verbunden. Bereits 1785 wurde er mit einer Ausarbeitung zur Verbesserung des Schul- und Universitätssystems der Stadt beauftragt, einem Reformversuch, der dann jedoch aufgrund der Stadtregierung im Sande verlief. 1788 zum Doktor der Medizin promoviert, war er auch Doktor der Philosophie, wurde Ende 1793 zum Rektor der Universität (bis 1796) gewählt und erwarb 1795 ein weiteres Kanonikat an St. Aposteln zu Köln. Aus eigenen Mitteln erneuerte er zu Studienzwecken den Botanischen Garten in der Zeughausstraße.

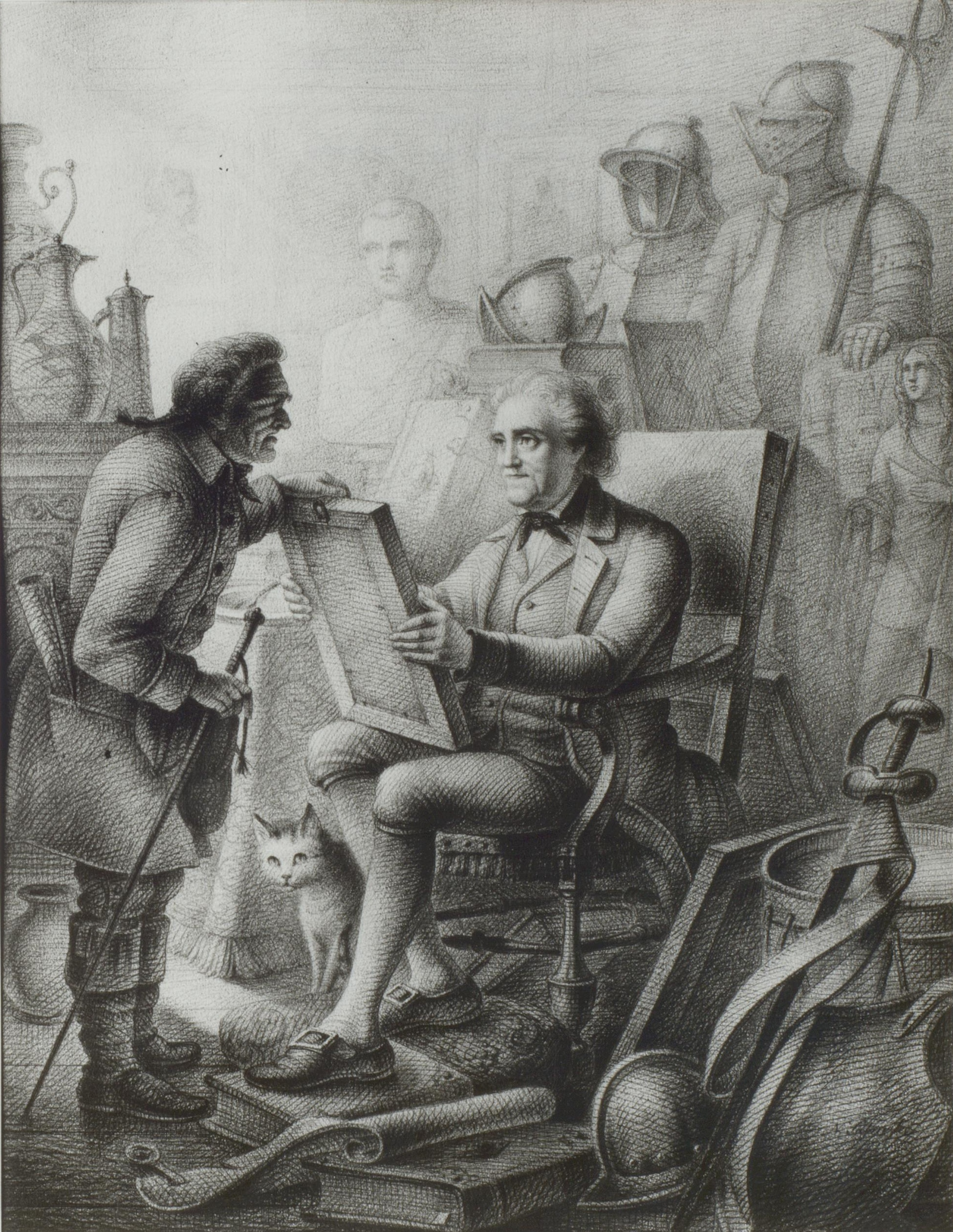
Ferdinand Franz Wallraf inmitten seiner Sammlung, Lithografie nach einer Zeichnung von Nikolaus Salm, Wallraf-Richartz-Museum, Graphische Sammlung

Nachdem 1798 die Universität durch die französische Besatzung aufgehoben worden war, wurde Wallraf, welcher den Eid auf die Republik verweigert hatte, 1799 Lehrer der Zentralschule, der Universitätsnachfolgerin. Hierfür hatte er allerdings am 21. Januar des Jahres den Eid dann doch noch geleistet. Am 28. Oktober 1798 wurde er, der bis dahin Professor für Botanik und Naturgeschichte an der Medizinischen Fakultät war, Professor der schönen Wissenschaften.
1798 wurde Wallraf Conservateur des monuments, ein Amt, welches 1807 im Rahmen der Bodendenkmalschutzverordnung der Unterpräfektur auf den damaligen Landkreis Köln erweitert wurde. Anlass war ein von Wallraf in Enzen (Zülpich) für die Sammlungen in Köln übernommener Bodenfund. Seine eigene Sammlung dagegen sollte der Wiederherstellung der Universität dienen. So enthielt seine Sammlung römische Ausgrabungsstücke (diese teilweise aus der Sammlung der Grafen Sternberg-Manderscheid aus Blankenheim), verschiedenste mittelalterliche Gemälde, religiöse Kunstwerke, Handschriften und frühe Drucke, Münzen, Fossilien aber auch historische Waffen und Plastiken.
1805 entschied Wallraf als Gutachter, welche für die Kölner Geschichte wichtigen Objekte der testamentarisch an Landgraf Ludwig X. von Hessen-Darmstadt vererbten Sammlung des Baron von Hüpsch in Köln bleiben sollten.
1809 wurde Ferdinand Franz Wallraf in seiner Eigenschaft als Conservateur mit der Gestaltung des neuen Melaten-Friedhofes in Köln beauftragt, wobei er sich den Pariser Friedhof Père-Lachaise zum Vorbild nahm. Seine Pläne beschrieb er in der 1809 erschienenen Schrift „Über den neuen Stadtkölnischen Kirchhof zu Melaten“. Von Anfang an plante er den Friedhof auch als Erholungsstätte und als öffentliche Grünanlage.
Um 1809 gründete er gemeinsam mit dem Lehrer Johann Caspar Schug (1766–1818) in Köln die „Olympische Gesellschaft“. Diese Gesellschaft hatte sich der Pflege der Kunst und Literatur sowie des Kölner Humors und Dialekts verschrieben. Die Gesellschaft tagte wöchentlich im Winter in der Wohnung von Wallraf in der Dompropstei und im Sommer in einem hoch gelegenen Lokal am Bollwerk, welches die Mitglieder als Olymp begriffen und damit der Gesellschaft den Namen gab.
Er trug auch besonders zur „Reform des Kölner Karnevals“ 1823 bei, die auch im gleichen Jahr zur Gründung der „Großen Carnevals-Gesellschaft“ (heutige: Die Grosse von 1823) führte. Die Initiative ging wohl neben ihm von weiteren Mitgliedern der Olympischen Gesellschaft Köln, Matthias Joseph de Noël und deren Freundeskreis sowie Mitgliedern des Literaturkränzchens, die die Ideen für die Festgestaltung lieferten, aus. Hierzu gehörten u. a. Ernst Weyden, Christian Samuel Schier, Johann Baptist Rousseau, Wilhelm Smets, Johann Baptist Farina und Emanuel Ciolina Zanoli. Ab dem Folgejahr trafen sich die Mitglieder der Grossen Carnevals-Gesellschaft jährlich um Neujahr zu einer Generalversammlung, um aus ihren Reihen ein „Festordnendes Comitée“ zu wählen, das die Organisation des folgenden Karnevalsfestes übernehmen sollte.
Zu seinem 75. Geburtstag im Jahr 1823 wurde Wallraf vom Rat der Stadt Köln mit einem Eichenkranz als Bürgerkrone ausgezeichnet. Später prägte man für ihn den Begriff „Erzbürger“, was einer Vorform der Ehrenbürgerwürde gleichkommt.
Wallraf gehörte auch zu den regelmäßigen Autoren der frühen Kölnischen Zeitung.

### Kölner Straßennamen in Französisch
Wallraf erhielt am 9. August 1812 während der Franzosenzeit von der französischen Verwaltung über Bürgermeister Johann Jakob von Wittgenstein den Auftrag, für die Kölner Straßen objektive, neue französische Straßennamen vorzuschlagen. Hierbei sollte nach Möglichkeit durch Wallraf der historische Hintergrund oder die Form der althochdeutschen, mittelhochdeutschen und altkölnischen Zusammenhänge und Überlieferungen geprüft werden und ihren Niederschlag in der Neubenennung finden. Die offizielle Verordnung hierzu erging am 16. Dezember 1812. Wallraf konsultierte hierfür häufiger Theodor Franz Thiriart, der beispielsweise für die Olivengasse „rue des oliviers“ und nicht Wallrafs Vorschlag „rue des olives“ für richtiger hielt. Für anstößige Namen gab es nun die Gelegenheit der Abschaffung: Aus „Pißgasse“ wurde „Passage de la Bourse“ (Börsengässchen), die Bus (en) gasse hieß nun „rue du buisson“ (Buschgasse). Hinsichtlich der Hausnummern baute es auf den durch Stadtkommandant Brigadegeneral Charles Daurier im November 1794 angeordneten Hausnummernsystem auf. Thiriart war am 18. Januar 1813 der Herausgeber dieses einzigen Kölner Adressbuchs in französischer Sprache, dem von Wallraf verfassten „Itinéraire de Cologne“ („Neue Benennung der Straßen, Plätze, Wälle und Gräben der Stadt Köln“) mit erstmals straßenweiser Häusernummerierung.

### Testament
In seinem dritten Testament vom 9. Mai 1818 setzte Wallraf nach langjährigen Verhandlungen und Ansätzen zur Ordnung der Bestände schließlich die Stadt Köln als Universalerbin seiner Sammlung ein. Er formulierte dabei die Voraussetzung, dass sie „zu ewigen Tagen bey dieser Stadt und Gemeinde zum Nutzen der Kunst und Wissenschaft verbleiben, derselben erhalten und unter keinem erdenklichen Vorwande veräußert, anderswo verlegt, aufgestellt und derselben entzogen werden soll.“ Die Stadt nahm die Schenkung am 16. Mai 1818 an.
Ferdinand Franz Wallraf verstarb am 18. März 1824 und wurde auf dem Kölner Friedhof Melaten beigesetzt. Die Sichtung und Katalogisierung des Erbes dauerte fast zwei Jahre. Die Stadt stellte seine Sammlungen zuerst von 1827 bis 1860 im „Wallrafianum“ in der Trankgasse 7 aus. Aus diesem ersten Museum gingen viele Kölner Museen hervor. Der größte Teil der Sammlung befindet sich heute im Wallraf-Richartz-Museum. Die Handschriften von Wallraf befinden sich im Historischen Archiv der Stadt Köln (Bestand 7010). Sie konnten nach dem Einsturz des Archivgebäudes am 3. März 2009 nahezu vollständig geborgen und identifiziert werden. Wallrafs Bibliothek mit ca. 14.000 Drucken des 15. bis 19. Jhs. wurde 1824 ebenfalls der Stadt Köln vermacht und befindet sich heute in der Universitäts- und Stadtbibliothek Köln.

## Denkmäler
- Bronze-Sitzbild von Wilhelm Albermann (enthüllt am 10. April 1900) vor dem Museum für Angewandte Kunst, dem ehemaligen Standort des Wallraf-Richartz-Museums.
- Grabstein für Ferdinand Franz Wallraf und Johann Heinrich Richartz, dem Stifter des Wallraf-Richartz-Museums, befindet sich auf dem Kölner Melaten-Friedhof.

## Benennungen
Im Jahr 1830 benannte die Stadt Köln den südwestlich vom Dom gelegenen Platz, auf dem die von Wallraf bewohnte Propstei gestanden hatte, „Wallrafplatz“. Weiterhin gibt es eine Wallraf-Straße in Bornheim, Kerpen und Neuss. Die Wallrafstraße in Bornheim ist allerdings nach Johann Wallraf benannt, dem ersten Lehrer in Bornheim.
1861 benannte die Stadt Köln das eigens für die Kunstsammlungen Wallrafs errichtete Museum nach dem Sammler und dem Museumsstifter „Wallraf-Richartz-Museum“.